# Скарабеовидни
Скарабеовидни (Scarabaeoidea) е надсемейство бръмбари, единствената подгрупа на инфраразред Scarabaeiformia. Около 35 000 вида са поставени в това суперсемейство и всяка година се описват около 200 нови вида. Неговите съставни семейства също са подложени на ревизия в момента и списъкът на семействата по-долу е само предварителен.

## Семейства
Следните семейства са изброени от Bouchard (2011):
- Belohinidae Paulian, 1959
- Diphyllostomatidae Holloway, 1972
- Geotrupidae Latreille, 1802
- Glaphyridae MacLeay, 1819
- Glaresidae Kolbe, 1905
- Hybosoridae Erichson, 1847
  - включително Ceratocanthidae White, 1842
- Lucanidae Latreille 1804
- Ochodaeidae Mulsant and Rey 1871
- Passalidae Leach, 1815
- Pleocomidae LeConte 1861
- Scarabaeidae Latreille 1802
- Trogidae MacLeay 1819
- † Coprinisphaeridae Genise, 2004
- † Pallichnidae Genise, 2004
- † Passalopalpidae Boucher, et al., 2016

Само в Перу към 2015 г. има 1042 известни вида Скарабеовидни. Това се дължи на голямото биоразнообразие и ендемизма на Перу.